# Werszyny
Werszyny (ukr. Вершини) – osiedle na Ukrainie, w obwodzie czernihowskim, w rejonie czernihowskim, w hromadzie Horodnia. W 2001 liczyło 15 mieszkańców.